# Prosaptia barathrophylla
Prosaptia barathrophylla är en stensöteväxtart som först beskrevs av Bak., och fick sitt nu gällande namn av Michael Greene Price. Prosaptia barathrophylla ingår i släktet Prosaptia och familjen Polypodiaceae. Inga underarter finns listade.